# Branderup
Branderup – miasto w Danii, w regionie Dania Południowa, w gminie Tønder.